# Braquiürs
|  | No s'ha de confondre amb Branchiura. |

|  | Aquest article tracta sobre crustacis. Vegeu-ne altres significats a «Cranc (desambiguació)». |

Els braquiürs (Brachyura, gr. "cua curta") són un infraordre de crustacis decàpodes pleociemats, l'infraordre més ric en espècies; inclou la majoria del que hom coneix popularment com a crancs. La seva característica més distintiva es que el seu plèon (abdomen) és molt reduït i amagat sota el perèion (cefalotòrax). Són majorment coneguts com a crancs, encara que alguns reben altres noms, però no tots els crancs pertanyen a aquest grup.

## Morfologia

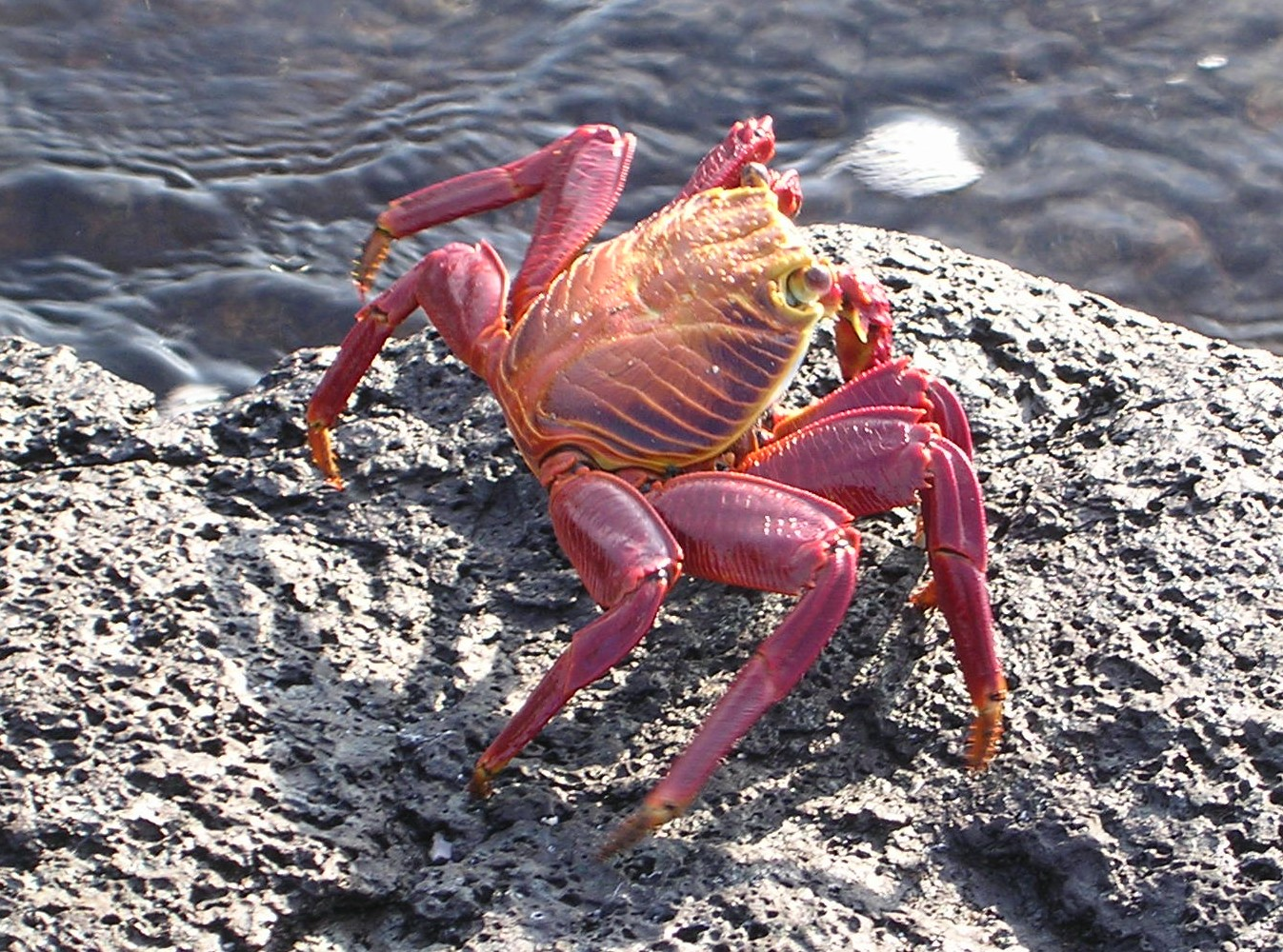
Grapsus grapsus

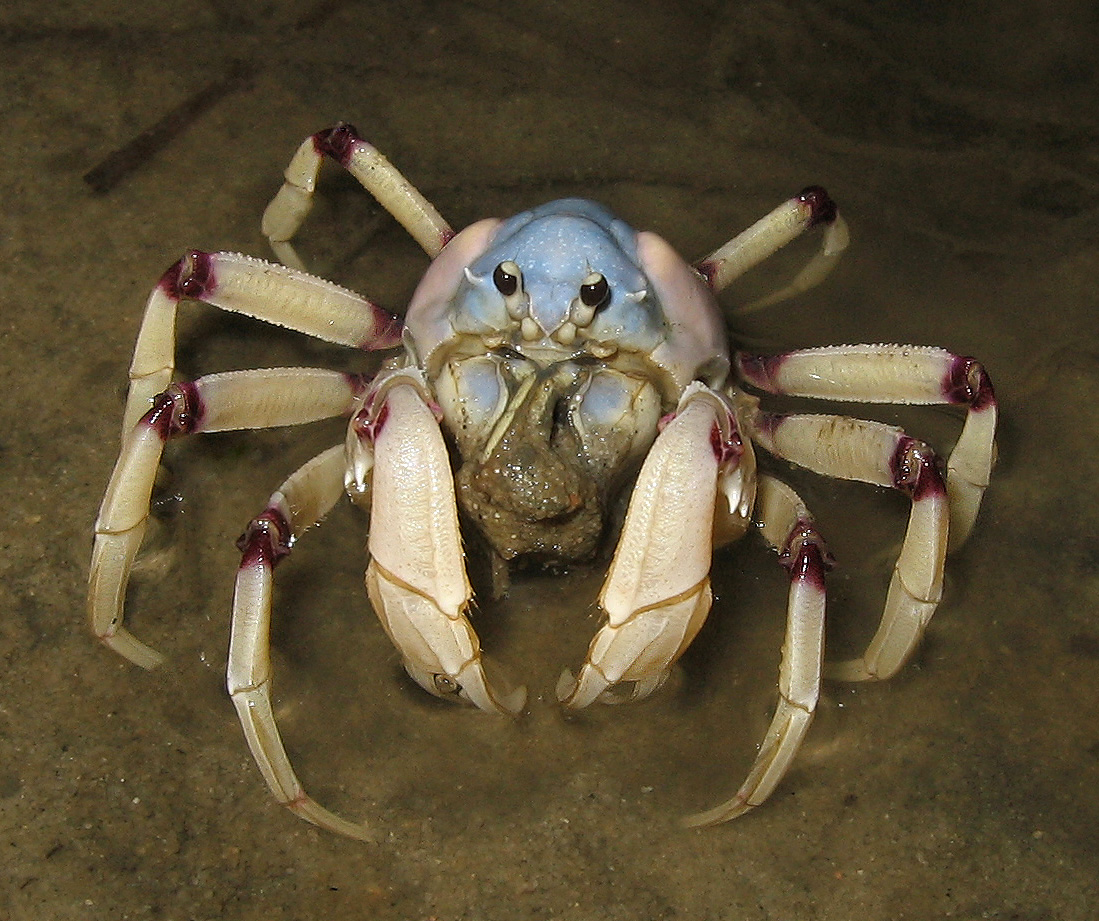
Mictyris longicarpus

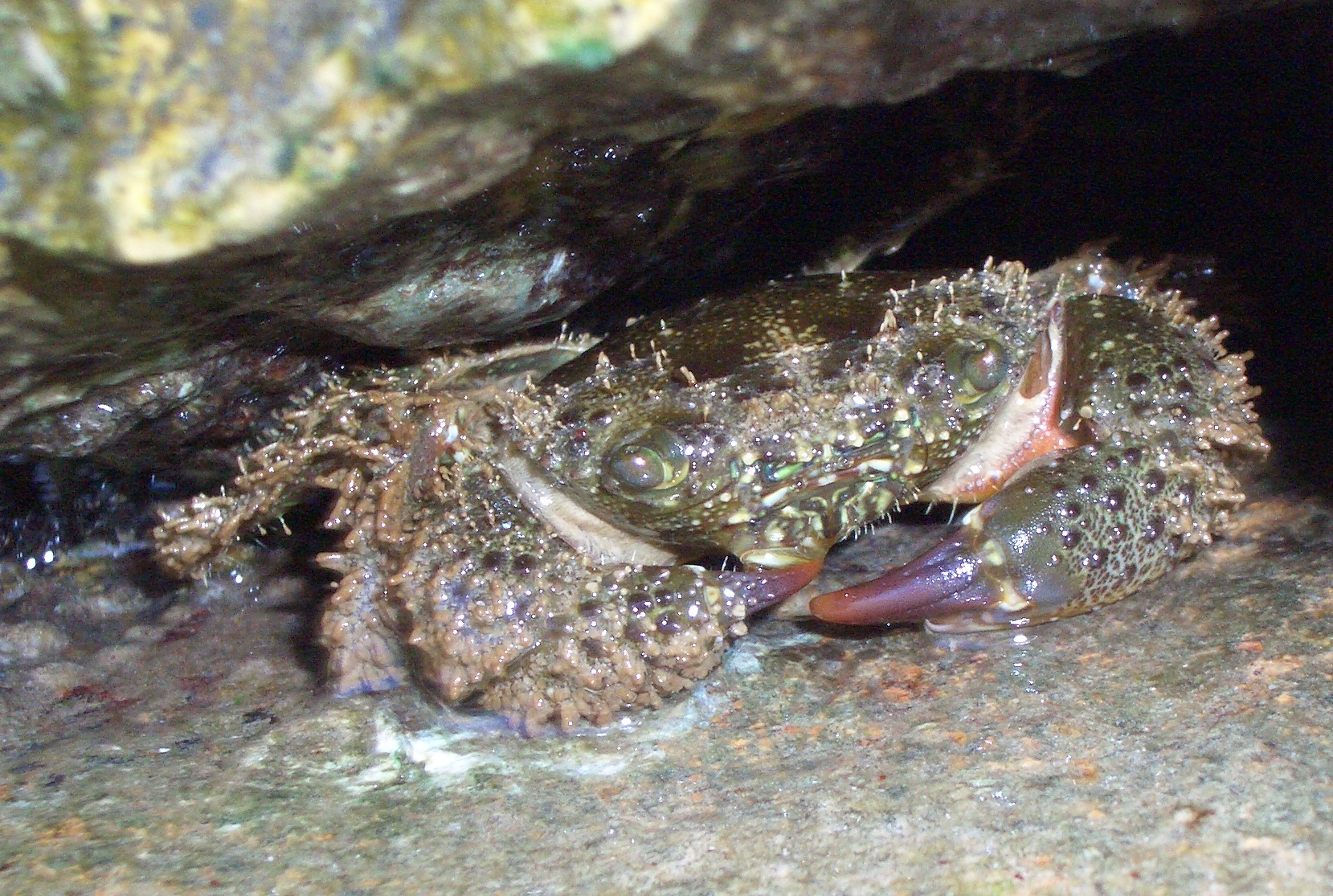
Eriphia verrucosa

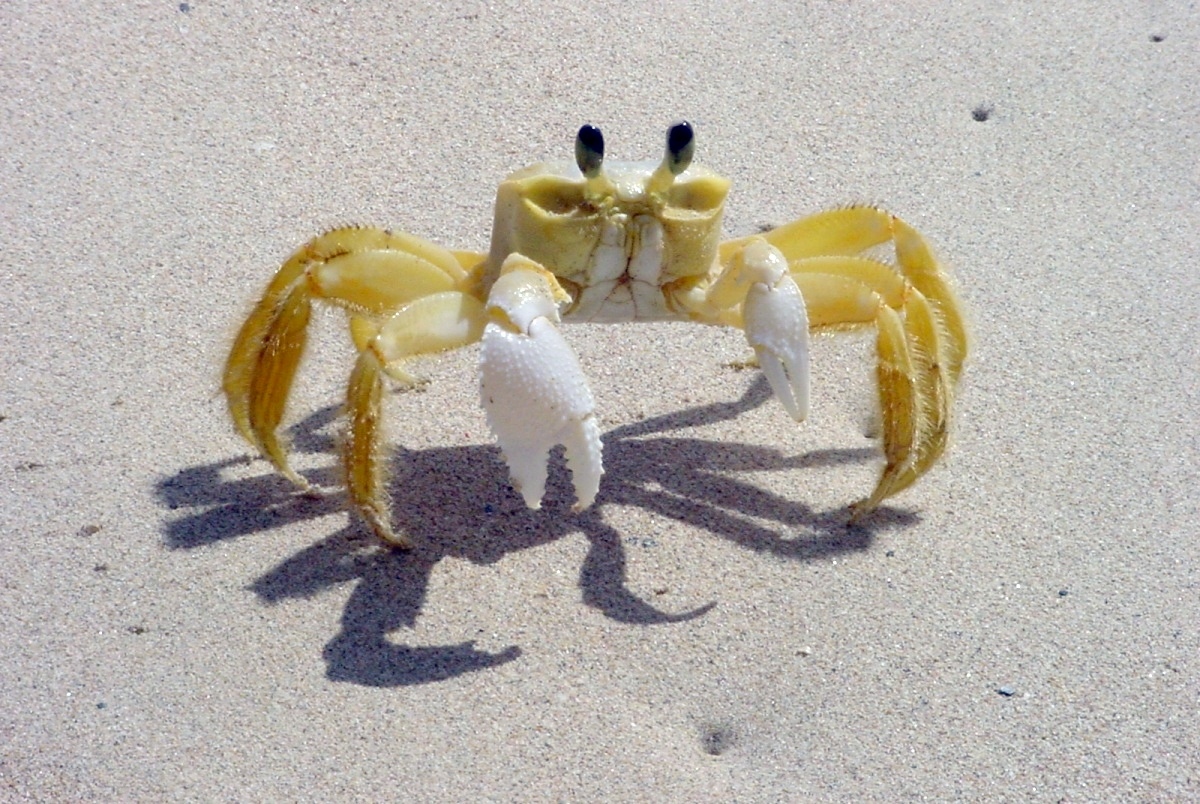
Ocypode quadrata

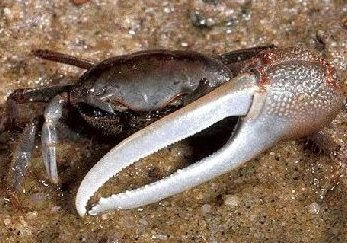
Uca pugnax

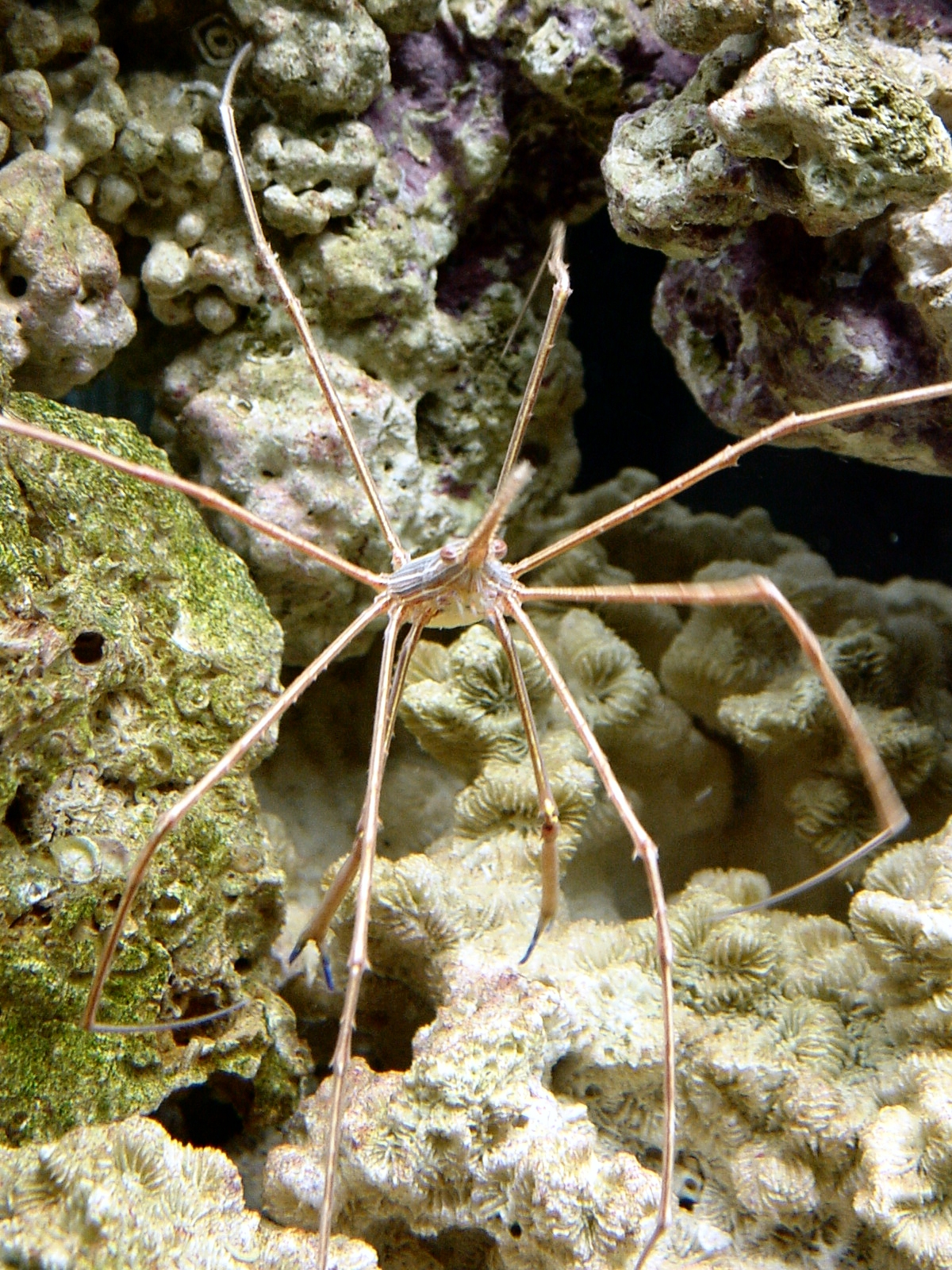
Stenorhynchus seticornis

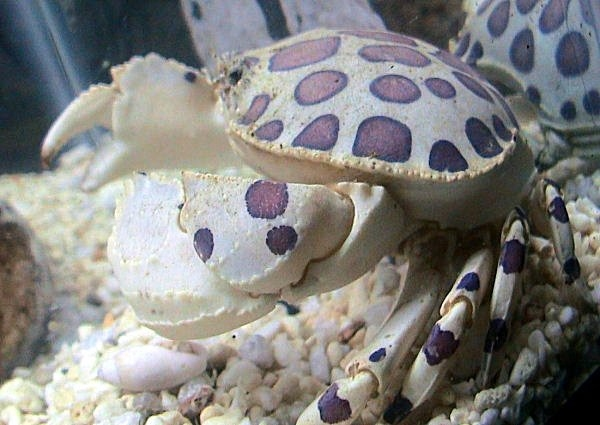
Hepatus epheliticus

Els crancs generalment estan coberts per un exoesquelet gruixut, compost principalment per quitina altament mineralitzada, armats amb un parell d'urpes. Els crancs poden medir des d'uns quants mil·límetres fins al cranc gegant del Japó, de quatre metres. Hi ha altres crustacis similars que no són crancs, com els litòdids, que no són autèntics crancs, però han evolucionat fins a tenir característiques semblants als veritables crancs mitjançant un procés conegut com a carcinització.
El cefalotòrax dels braquiürs és generalment més ample que llarg i està deprimit, és a dir, aixafat dorsoventralment. Porta inserits ventralment, com tots els decàpodes, cinc parells de pereiopodis o potes locomotores. El primer d'aquests cinc parells d'apèndix està transformat, com en molts altres decàpodes, en unes pinces que sovint s'han desenvolupat molt i, sovint, de manera asimètrica. Les usen per a la captura de l'aliment, per a la defensa i per a la comunicació social. L'últim parell de pereiopodis també pot estar modificat i tenir la forma d'un parell d'aletes.
El tret més característic, al qual fa referència el seu nom científic, és una extrema reducció de les dimensions de l'abdomen, que és una mica més gros que un apèndix que porten enganxat a la cara ventral del cefalotòrax. S'interpreta aquest tret com una adaptació a una marxa eficaç, traslladant el centre de gravetat damunt les potes. Els apèndixs de l'abdomen també s'han reduït, manquen els uropodis i en els mascles només resten els pleopodis copuladors. Les femelles, que tenen l'abdomen més ample, fan servir els seus quatre parells de pleopodis per subjectar els ous.
La mida dels braquiürs és molt variada, amb espècies que arriben amb prou feines al centímetre i d'altres que passen del mig metre. Entre ells es troben els artròpodes de major massa corporal.

## Desplaçament
Els crancs solen desplaçar-se molt àgilment i de manera molt característica, ja que ho poden fer en totes direccions però especialment de costat; aquesta rapidesa afavoreix el desenvolupament d'una existència gairebé amfíbia. Alguns crancs són capaços de nedar amb eficàcia, sobretot els de la família dels portúnids (per ex., Callinectes sapidus), amb les potes posteriors aplanades que fan la funció d'unes aletes amb les quals controlen la natació.

## Reproducció i cicle vital
Els crancs atreuen a la seva parella per mitjans químics (feromones), per mitjans visuals, acústics o vibratoris. Les feromones són utilitzades per la majoria dels crancs totalment aquàtics, mentre que els crancs terrestres i semiterrestres utilitzen sovint senyals visuals, com els mascles del cranc violinista que agiten les seves grans pinces per a atreure a les femelles. La majoria dels crancs braquiürs tenen fecundació interna i s'aparien ventre amb ventre. En moltes espècies aquàtiques, l'aparellament té lloc just després que la femella hagi mudat i estigui encara tova. Les femelles poden emmagatzemar l'esperma durant molt de temps abans d'utilitzar-lo per a fecundar els seus ous. Quan s'ha produït la fecundació, els ous s'alliberen en l'abdomen de la femella, sota el plec de la cua, assegurats amb un material enganxós. En aquest lloc, queden protegits durant el desenvolupament embrionari.
Una vegada completat el desenvolupament, la femella allibera les larves recentment fetes eclosió en l'aigua, on formen part del plàncton. L'alliberament sol coincidir amb les marees i el cicle diürn de llum i foscor. Les diminutes larves zoea, que neden lliurement, poden surar i aprofitar els corrents d'aigua. Tenen una espina dorsal, la qual cosa probablement redueix la taxa de depredació per animals més grans. Les zoea de la majoria de les espècies han de buscar aliment, però alguns crancs proporcionen prou gemma en els ous perquè les fases larvàries puguin continuar vivint d'ella.
Cada espècie té un nombre determinat de fases zoeals, separades per mudes, abans de passar a la fase megalopa, que s'assembla a un cranc adult, excepte perquè té l'abdomen (cua) sobresortint per darrere. Després d'una muda més, el cranc és un juvenil que viu en el fons en lloc de surar en l'aigua. Aquesta última muda, de megalopa a juvenil, és crítica i ha de tenir lloc en un hàbitat adequat perquè el juvenil sobrevisqui.:63–77
La majoria de les espècies de crancs terrestres han de migrar a l'oceà per a alliberar les seves larves; en alguns casos, això suposa migracions molt extenses. Després de viure un breu període com a larves en l'oceà, els juvenils han de realitzar aquesta migració al revés. En moltes zones tropicals amb crancs terrestres, aquestes migracions sovint provoquen un considerable atropellament dels crancs migratoris pel fet que passen per llocs concrets de manera massiva.:113–114
Una vegada que els crancs s'han convertit en juvenils, han de continuar mudant moltes vegades més per a arribar a adults. Estan coberts per una closca dura, que d'una altra manera impediria el seu creixement. El cicle de muda està coordinat per hormones. Quan es preparen per a la muda, la closca vella s'estova i s'erosiona parcialment, mentre que sota es forma el rudimentari començament d'una nova closca. En el moment de la muda, el cranc pren molta aigua per a expandir-se i obrir la closca vella en una línia de feblesa al llarg de la vora posterior de la closca. A continuació, el cranc ha d'extreure de la vella closca tot el seu cos, incloses les potes, les peces bucals, els peduncles oculars i fins i tot el revestiment de la part anterior i posterior del tub digestiu. És un procés difícil que dura moltes hores i, si el cranc es queda embussat, morirà. Després d'alliberar-se de la closca vella (ara anomenat exúvia), el cranc és extremadament tou i s'amaga fins que la seva nova closca s'hagi endurit. Mentre la nova closca encara està tou, el cranc pot expandir-lo per a deixar espai a futurs creixements.:78–79

## Hàbitat
Els crancs són bentònics, encara que també hi ha espècies que viuen, per exemple, entre els sargassos. Es troben a totes les profunditats, amb algunes estirps pròpies de fons abissals i altres en les aigües superficials, al costat de la costa. Són bastants els que passen una part del temps fora de l'aigua. Encara que la majoria dels braquiürs són marins, també existeixen formes d'aigua dolça i salabrosa, com en aiguamolls i estuaris.

## Sistemàtica
Aquest gran infraordre conté 7.609 espècies en 41 superfamílies:
Secció Podotremata de Haan, 1833
- Supefamília Cyclodorippoidea Ortmann, 1892
- Supefamília Dromioidea de Haan, 1833
- Supefamília Homolodromioidea Alcock, 1900
- Supefamília Homoloidea de Haan, 1839
- Supefamília Raninoidea de Haan, 1839

Secció Eubrachyura de Saint Laurent, 1980
- Subsecció Heterotremata Guinot, 1977
  - Supefamília Aethroidea Dana, 1851
  - Supefamília Bellioidea Dana, 1852
  - Supefamília Bythograeoidea Williams, 1980
  - Supefamília Calappoidea Milne Edwards, 1837
  - Supefamília Cancroidea Latreille, 1802
  - Supefamília Carpilioidea Ortmann, 1893
  - Supefamília Cheiragonoidea Ortmann, 1893
  - Supefamília Corystoidea Samouelle, 1819
  - Supefamília Dairoidea Serène, 1965
  - Supefamília Dorippoidea MacLeay, 1838
  - Supefamília Eriphioidea MacLeay, 1838
  - Supefamília Gecarcinucoidea Rathbun, 1904
  - Supefamília Goneplacoidea MacLeay, 1838
  - Supefamília Hexapodoidea Miers, 1886
  - Supefamília Hymenosomatoidea MacLeay, 1838
  - Supefamília Leucosioidea, Samouelle, 1819
  - Supefamília Majoidea Samouelle, 1819
  - Supefamília Orithyioidea Dana, 1852
  - Supefamília Palicoidea Bouvier, 1898
  - Supefamília Parthenopoidea MacLeay, 1838
  - Supefamília Pilumnoidea Samouelle, 1819
  - Supefamília Portunoidea Rafinesque, 1815
  - Supefamília Potamoidea Ortmann, 1896
  - Supefamília Pseudocarcinoidea P.K.L. Ng & Davie, 2020
  - Supefamília Pseudothelphusoidea Ortmann, 1893
  - Supefamília Pseudozioidea Alcock, 1898
  - Supefamília Retroplumoidea Gill, 1894
  - Supefamília Thioidea H. Milne Edwards, 1853
  - Supefamília Trapezioidea Miers, 1886
  - Supefamília Trichodactyloidea H. Milne Edwards, 1853
  - Supefamília Trichopeltarioidea Tavares & Cleva, 2010
  - Supefamília Xanthoidea MacLeay, 1838
- Subsecció Thoracotremata Guinot, 1977
  - Supefamília Cryptochiroidea Paulson, 1875
  - Supefamília Grapsoidea MacLeay, 1838
  - Supefamília Ocypodoidea Rafinesque, 1815
  - Supefamília Pinnotheroidea de Haan, 1833

Les superfamílies més nombroses són Xanthoidea (11 famílies), Majoidea (8 famílies), Cancroidea (6 famílies) i Grapsoidea (6 famílies).

## Gastronomia
Els crancs suposen una cinquena part dels crustacis marins capturats a tot el món, amb prop d'un milió i mig de tones consumides anualment. Destaquen en ordre decreixent, Portunus trituberculatus, Portunus pelagicus, algunes espècies del gènere Chionoecetes, el Callinectes sapidus, espècies del gènere Charybdis, Cancer pagurus, Cancer magister i Scylla serrata, amb unes captures anuals al voltant de les 20.000 tones.

## Fotos de crancs

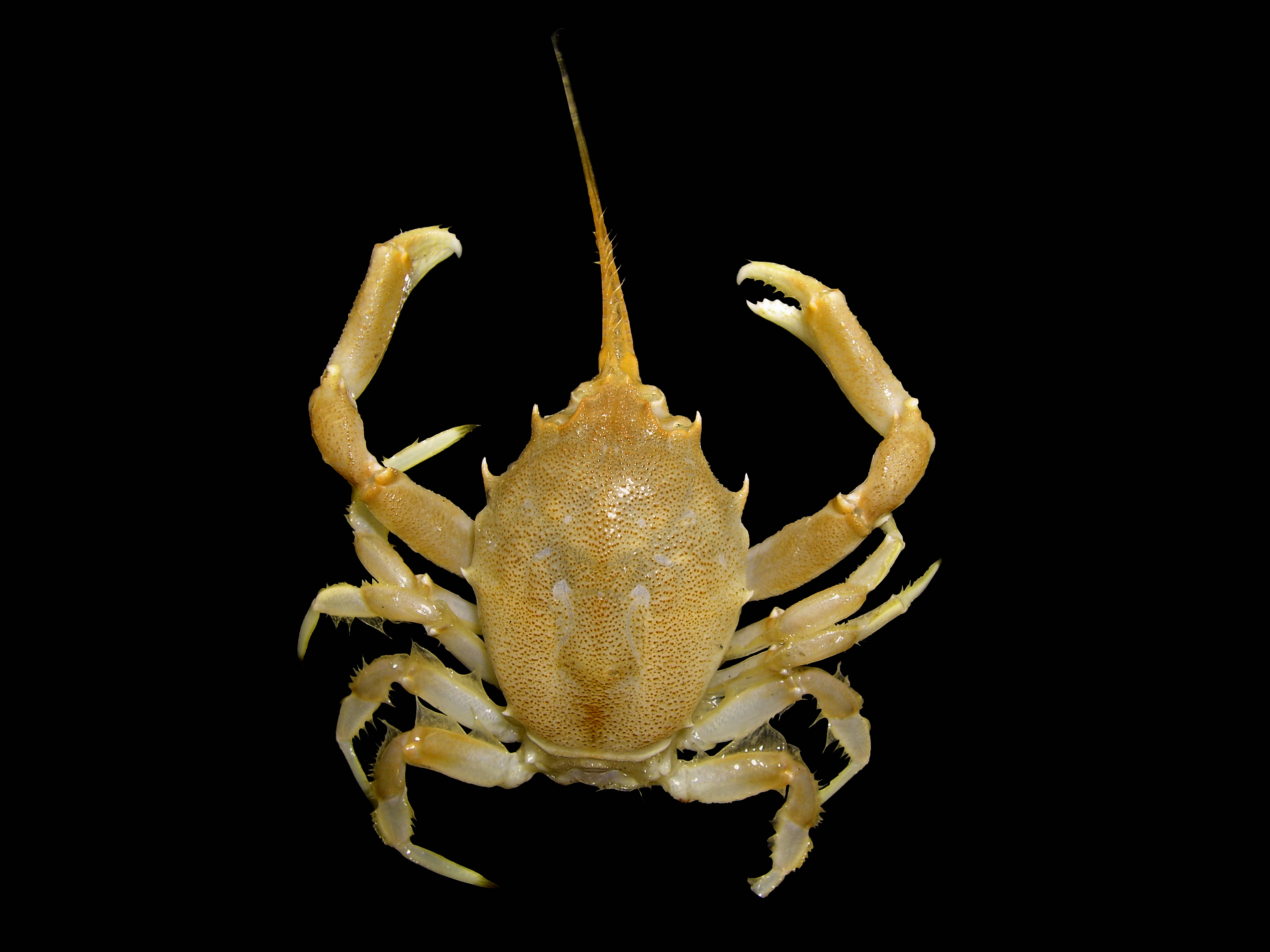
Corystes cassivelaunus
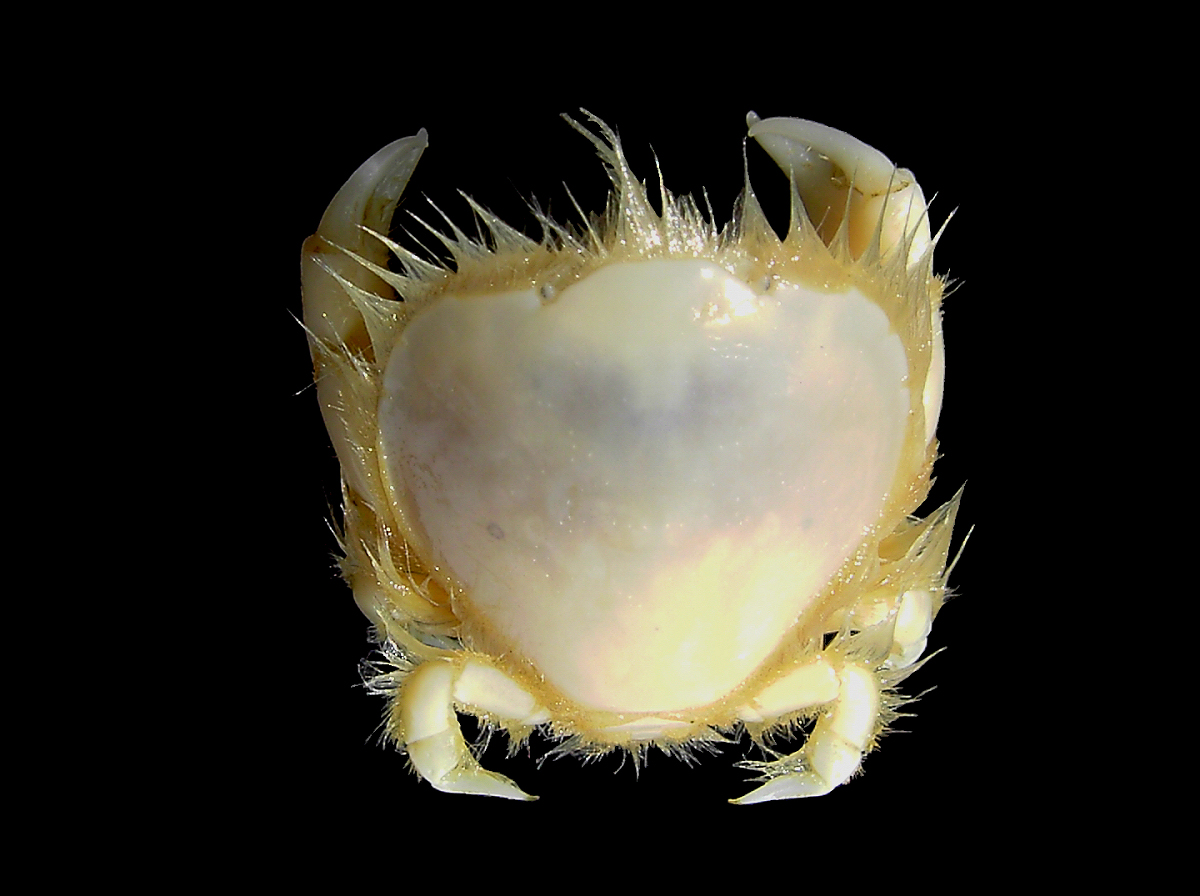
Thia scutellata
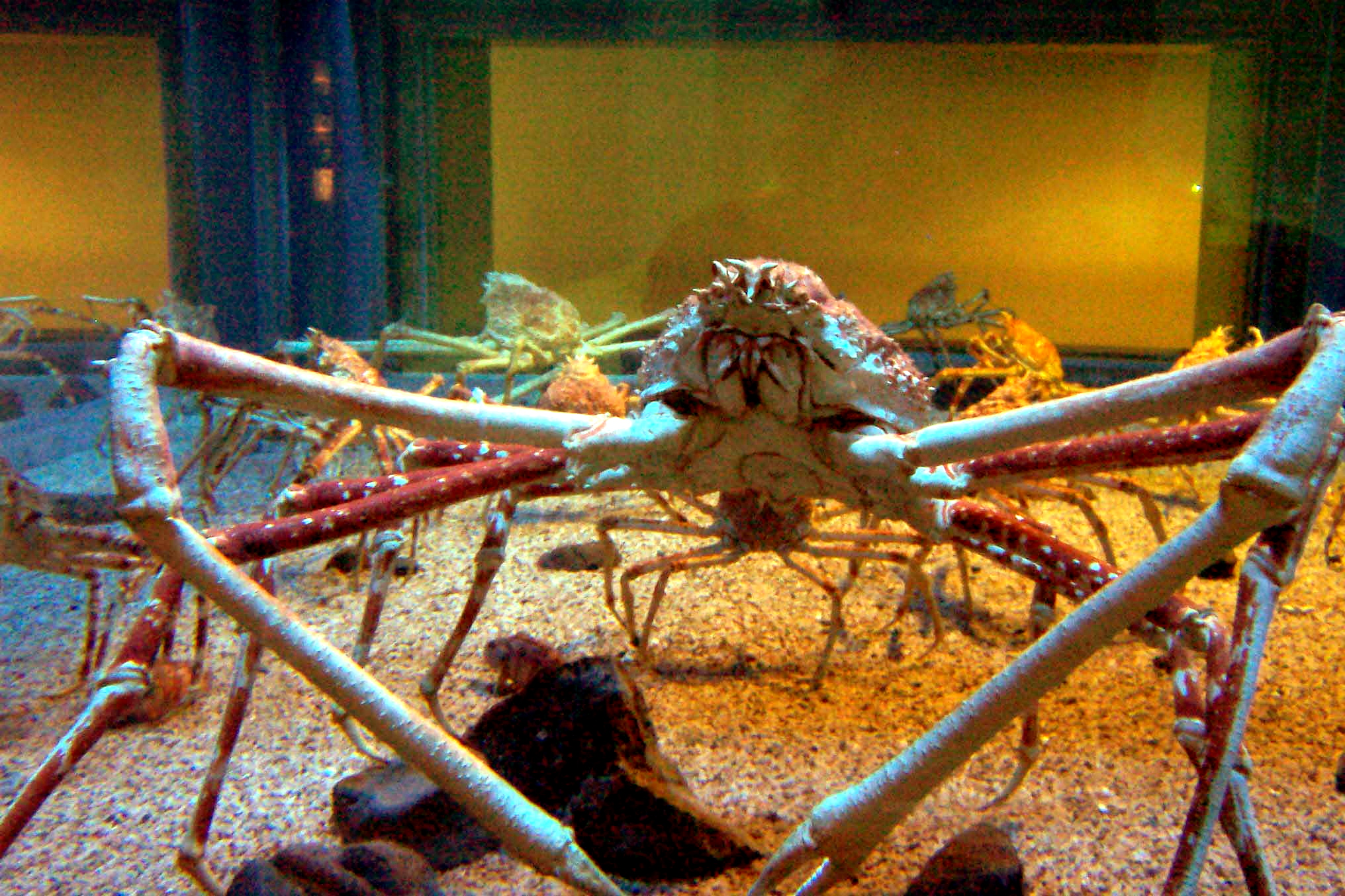
Macrocheira kaempferi
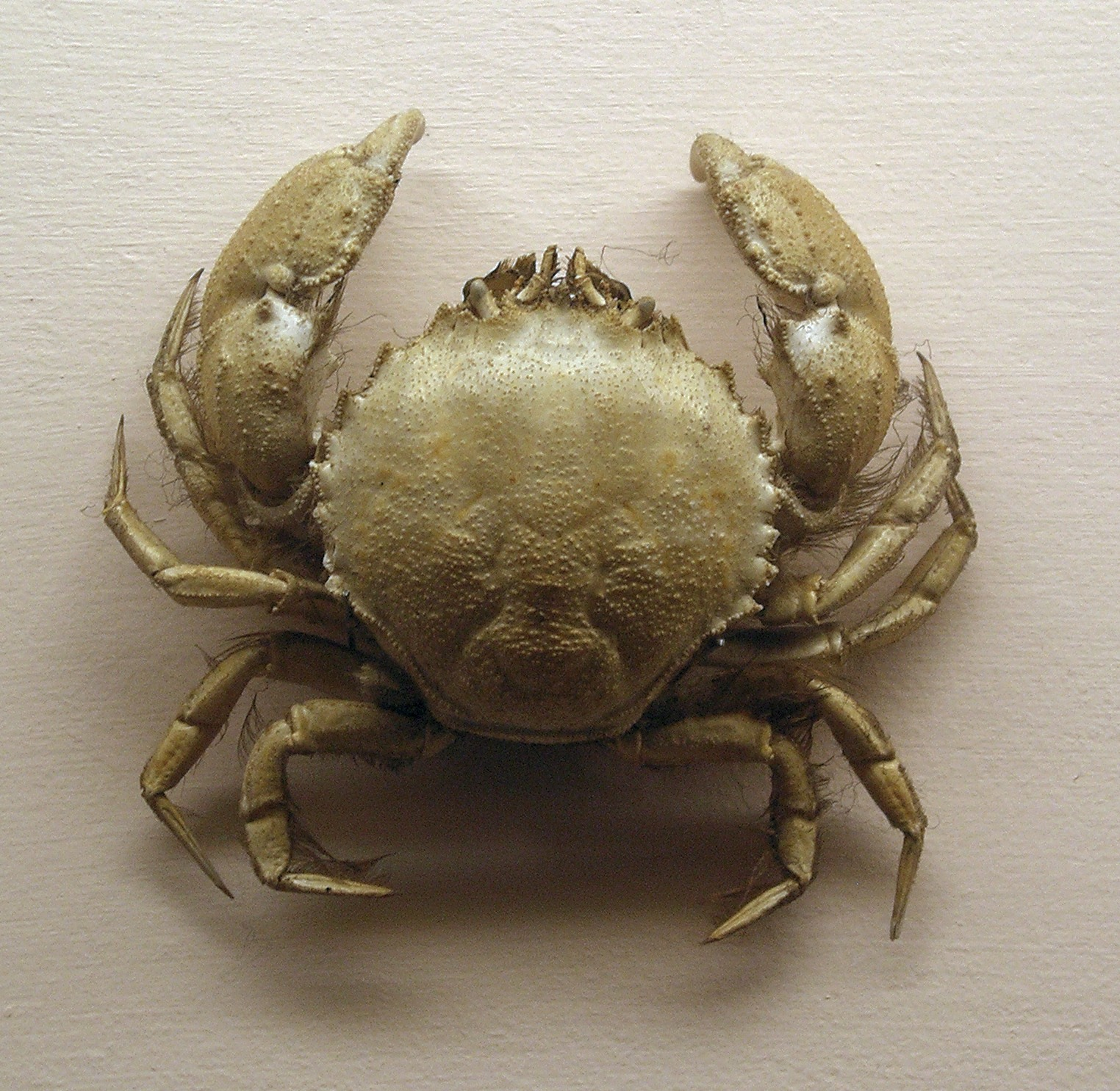
Atelecyclus rotundatus
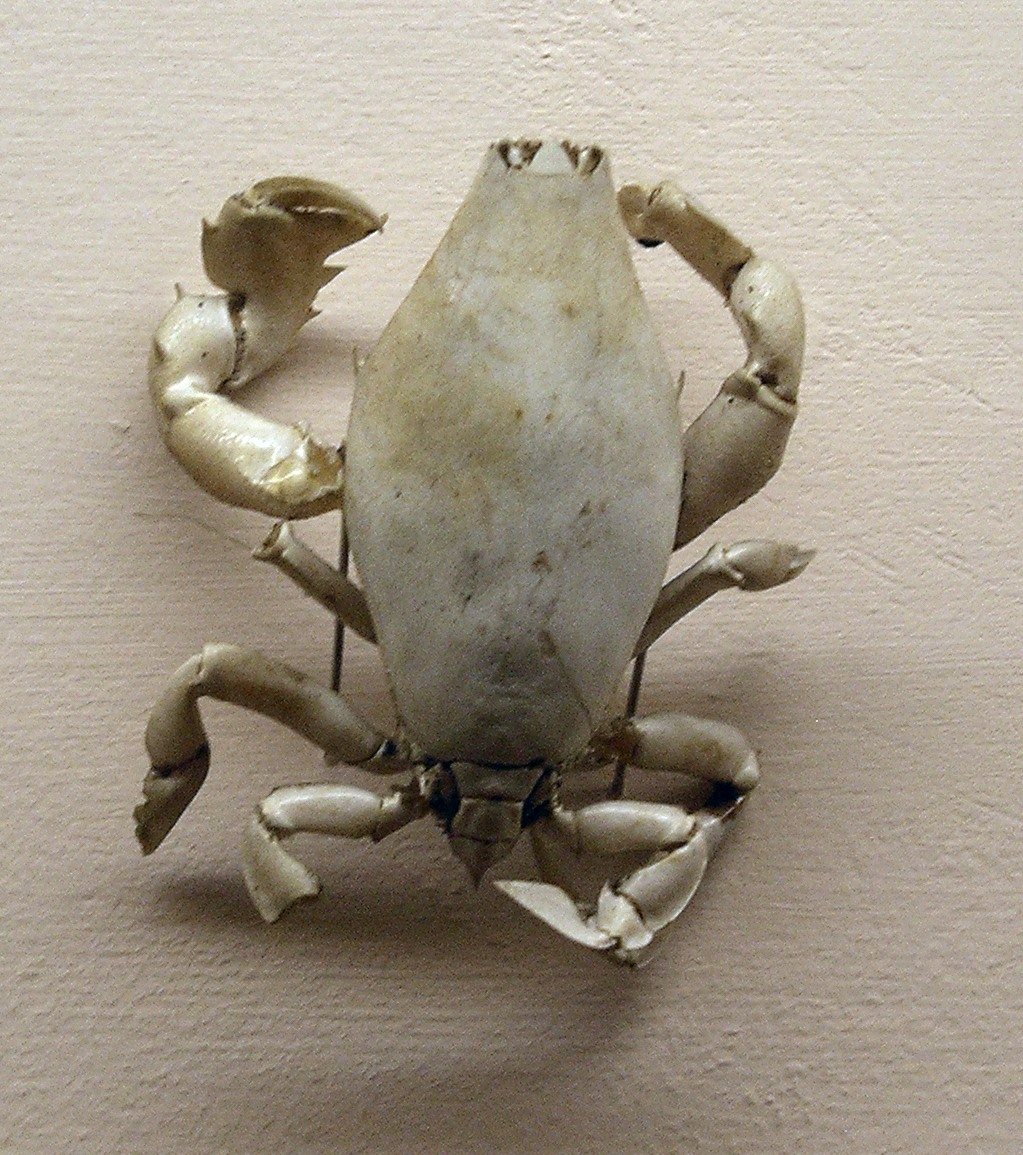
Lyreidus tridentatus